# Hannelore Lucht
Hannelore Lucht (geb. vor 1963) war eine deutsche Schachspielerin.

## Schachliche Erfolge
Hannelore Lucht aus Dortmund gewann im Oktober 1963 die Deutsche Meisterschaft der Frauen in Krefeld vor Anneliese Brandler.
Bei der deutschen Meisterschaft 1964 in Bremen belegte sie hinter Irmgard Karner aus Starnberg den zweiten Platz.